# Christopher Bear
Christopher Bear, född 19 juli 1982, är trummis i det amerikanska bandet Grizzly Bear.